# Ana María Balderas Trejo
Ana María Balderas Trejo (Atizapán de Zaragoza, Estado de México, 26 de julio de 1968) es una política mexicana, miembro del Partido Acción Nacional (PAN). Ha sido presidenta municipal de Atizapán de Zaragoza, estado de México y fue diputada federal para el periodo de 2021 a 2024.

## Biografía
Es licenciada en Derecho por el Instituto Tecnológico Galo y cursa en la actualidad una maestría en Administración Pública. Inició su actividad política en el comité municipal del PAN en Atizapán de Zaragoza, donde ocupó los cargos de secretaria de Promoción Política de la Mujer de 1995 a 1998, secretaria general de 1998 a 1999 y secretaria de Acción Comunitaria de 1999 a 2000.
De 1997 a 2000 fue además coordinadora de Desarrollo Social del Sistema DIF en la administración municipal del alcalde Carlos Madrazo Limón y de 2000 a 2003 fue regidora del ayuntamiento del mismo municipio, encabezado por Juan Antonio Domínguez Zambrano.
De 2006 a 2008 ocupó el cargo de directora general del Instituto Municipal de la Mujer Atizapense y de 2009 a 2009 secretaria técnica del ayuntamiento, ambos en la administración encabezada por Gonzalo Alarcón Bárcenas. De 2010 a 2012 fue presidenta del comité municipal del PAN y en las elecciones de 2012 fue elegida diputada al Congreso del Estado de México por el distrito 16 local, integrando la LVIII Legislatura de este año a 2015.
En las elecciones de 2015 fue elegida presidenta municipal de Atizapán de Zaragoza para el periodo de 2016 a 2018. Al terminar dicho cargo, de 2018 a 2022 fue secretaria de Promoción Política de la Mujer en el comité estatal del PAN y de 2019 a 2022 fue consejera estatal del partido.
En 2021 fue elegida diputada federal por el Distrito 14 del estado de México a la LXV Legislatura que concluyó en 2024. En dicha legislatura fue presidenta de la comisión de Protección Civil y Prevención de Desastres; así como integrante de las comisiones de Igualdad de Género; y de Trabajo y Previsión Social.